# Campania-PorNO

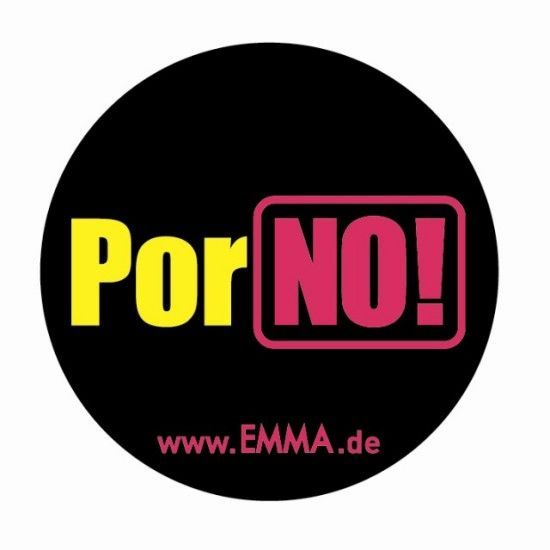
Logoul campaniei Antipornografice

PorNO este o campanie antipornografică inițiată în Germania în anul 1987 de Alice Schwarzer, printre care se cerea să se decreteze o lege care să interzică pornografia.

## Scopul campaniei
Campania a fost pornită, având ca țel interzicerea prin lege a tuturor reprezentațiilor porno. Este o campanie la care au luat parte în cea mai mare parte femei, care pretindeau ca femeia să nu fie prezentată în posturi decadente pentru îndestula apetitul sexual bărbătesc. Campania susținea că aceste procedee înjositoare rănesc demnitatea feminină. O susținătoare înflăcărată a acestei campanii este autoarea cărții Pornography: Men possessing women Andrea Dworkin, carte apărută în anul 1979.